# 馬吉德·卡瓦西法爾
馬吉德·卡瓦西法爾（波斯語：‎）是一名伊朗人，他和他的侄子胡笙·卡瓦西法爾被判謀殺法官馬蘇德·艾赫邁迪·穆格達西（Masoud Ahmadi Moghaddasi）。
馬吉德和胡笙都於2007年8月在德黑蘭被公開處決。

## 謀殺法官
馬蘇德·艾赫邁迪·穆格達西是伊朗伊斯蘭革命法庭的幾名法官之一，在1988年處決伊朗政治犯期間，該法院一共判處2800至3800多名政治犯死刑。大規模處決在很大程度上被認為是在處決之前進行的摩薩德行動的政治清洗。穆格達西法官還主持了對阿克巴爾·甘吉等伊朗持不同政見者的審判。
2005年8月2日，當法官穆格達西離開德黑蘭的一座法院大樓時，一名騎摩托車的襲擊者用手槍向法官開槍兩次，將其殺死。該襲擊者隨後被確認為馬吉德·卡瓦西法爾。

## 逃離伊朗並被捕
馬吉德·卡瓦西法爾在謀殺法官穆格達西後，從伊朗逃到阿拉伯聯合大公國，並前往美國大使館申請難民身份。相反，大使館將他交給了阿聯警方，阿聯於2006年將卡瓦西法爾引渡到伊朗。

## 審判
在被捕後，伊朗情報與國家安全部審訊了卡沃西法爾夫婦，並確定這兩人謀殺法官穆格達西是出於個人動機，而非政治原因。經過三個小時的審訊，馬吉德承認謀殺了穆格達西法官。
馬吉德和胡笙·卡瓦西法爾在德黑蘭革命法庭第15分庭受審。馬吉德在法庭上作證殺害法官穆格達西，聲稱他的動機是因為法官之前錯誤地判定他持有酒精（根據伊朗伊斯蘭教法，這是一種犯罪行為）。在之前的審判中，穆格達西法官判處馬吉德鞭刑，但隨後將他的處罰減為現金罰款。 由於這次經歷，馬吉德斷定穆格達西法官是一名腐敗和不公正的法官，並通過殺死他進行報復。
2007年3月14日，革命法庭認定馬吉德和胡笙·卡沃西法爾犯有塵世腐敗、謀殺穆格達西法官和其他兩人、武裝搶劫、非法持有槍械等罪行，判處他們死刑並罰款。此外，法院還以非法吸毒罪判處馬吉德鞭刑74下，併罰款100萬托曼。

## 處決

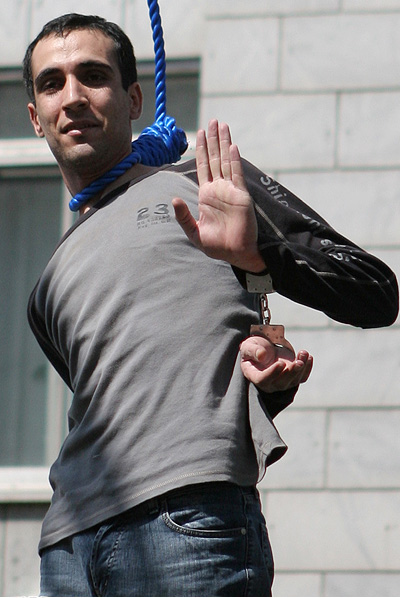
正在向人群揮手的馬吉德·卡瓦西法爾

2007年8月2日，馬吉德和胡笙都在德黑蘭市中心的艾爾沙德司法大樓前被公開絞死。當時，卡瓦西法爾的絞刑是德黑蘭五年來首次公開處決。馬吉德和胡笙被掛在五米長的起重機上的繩索上；隨後兩人都站在凳子上，在被處決時凳子被從他們腳下拉了下來。馬吉德似乎立即死亡，而胡笙掙扎了一會兒才軟弱無力。幾分鐘後，他們的屍體被移走並送上救護車。
胡笙·卡瓦西法爾在等待被處決時顯得很痛苦，但他的叔叔（馬吉德）向他示意並微笑著試圖安撫他。馬吉德·卡瓦西法爾在臨終遺言中對伊朗警察毫無悔意，告訴他們「我已經到了決定根除任何不公正的地步。」在一份報告中，馬吉德被描述為「在圍觀的人群中向他的同謀揮舞著一隻手」，並「表現出挺起胸膛，對著人群咧嘴笑，甚至與魁梧的黑人劊子手交談，顯然是對執行程序的最後檢查。」

## 網路知名度
馬吉德·卡瓦西法爾被處決的照片在2010年代後期因虛構故事而廣為流傳，如「一名基督徒在穆斯林國家被處決」，「一名阿爾及利亞駭客因從以色列銀行偷錢而被處決」等。

## 外部連結
- BBC新聞報導 （页面存档备份，存于）
- BBC新聞報導 （页面存档备份，存于）